# Paleobiology Database
De Paleobiology Database is een online database die gaat over fossielen, planten, dieren en micro-organismen en wordt onderhouden door wetenschappers wereldwijd.

## Geschiedenis
De database komt voort uit de Phanerozoic Marine Paleofaunal Database die ondersteund werd door de NCEAS van 1998 tot 2000. De Paleobiology Database werd gestart door John Alroy (Macquarie University) en Charles Marshall. Vanaf 2000 tot 2008 en 2010 tot 2013 werd de Paleobiology Database gesteund door de US National Science Foundation en georganiseerd vanuit de Universiteit van Californië - Santa Barbara. Later verhuisde dit naar de University of Wisconsin-Madison waaruit een internationaal team de database organiseerd.
De databank werkt nauw samen met de Neotoma Paleoecology Database die zich voornamelijk focust op een andere tijdsperiode.

## Andere projecten
- ePANDDA samen met iDigBio[3]
- Earth-Life Consortium samen met een aantal andere databases